# José Alberto Cañas
José Alberto Cañas Ruiz Herrera (Jerez de la Frontera, 27 maggio 1987) è un calciatore spagnolo, centrocampista del Manchester 62.

## Biografia
È nipote di Juan Cañas, ex centrocampista anch'esso, che ha trascorso larghi tratti della propria carriera al Betis.

## Caratteristiche tecniche
Vertice basso di centrocampo, abile - nonostante commetta spesso falli evitabili a causa dell'eccessiva irruenza nei contrasti - ad intercettare i palloni spezzando il gioco avversario.

## Carriera

### Club
Libero di accasarsi altrove, il 20 aprile 2013 - dopo nove anni trascorsi al Betis - si accorda a parametro zero per tre stagioni con lo Swansea. Esordisce con i gallesi il 1º agosto contro il Malmö in Europa League, subentrando al 35' della ripresa al posto di Leon Britton. Il 17 agosto esordisce in Premier League alla prima di campionato contro il Manchester United. Con l'arrivo in panchina a marzo di Garry Monk viene messo ai margini della rosa.
Rescisso il contratto con la società gallese, il 1º settembre 2014 torna in Spagna, legandosi per tre anni all'Espanyol. L'11 luglio 2016 si trasferisce al PAOK, firmando un contratto valido fino al 2019.

## Statistiche

### Presenze e reti nei club
Statistiche aggiornate al 3 agosto 2017.
| Stagione        | Squadra           | Campionato      | Campionato | Campionato | Coppe nazionali | Coppe nazionali | Coppe nazionali | Coppe continentali | Coppe continentali | Coppe continentali | Altre coppe | Altre coppe | Altre coppe | Totale | Totale |
| Stagione        | Squadra           | Comp            | Pres       | Reti       | Comp            | Pres            | Reti            | Comp               | Pres               | Reti               | Comp        | Pres        | Reti        | Pres   | Reti   |
| --------------- | ----------------- | --------------- | ---------- | ---------- | --------------- | --------------- | --------------- | ------------------ | ------------------ | ------------------ | ----------- | ----------- | ----------- | ------ | ------ |
| 2007-2008       | Betis B           | SDB             | 19         | 0          | -               | -               | -               | -                  | -                  | -                  | -           | -           | -           | 19     | 0      |
| 2008-2009       | Betis B           | SDB             | 26         | 1          | -               | -               | -               | -                  | -                  | -                  | -           | -           | -           | 26     | 1      |
| 2009-2010       | Betis B           | SDB             | 34         | 3          | -               | -               | -               | -                  | -                  | -                  | -           | -           | -           | 34     | 3      |
| Totale Betis B  | Totale Betis B    | Totale Betis B  | 79         | 4          |                 | -               | -               |                    | -                  | -                  |             | -           | -           | 79     | 4      |
| 2008-2009       | Real Betis        | PD              | 2          | 0          | CR              | 0               | 0               | -                  | -                  | -                  | -           | -           | -           | 2      | 0      |
| 2009-2010       | Real Betis        | SD              | 0          | 0          | CR              | 0               | 0               | -                  | -                  | -                  | -           | -           | -           | 0      | 0      |
| 2010-2011       | Real Betis        | SD              | 15         | 0          | CR              | 2               | 0               | -                  | -                  | -                  | -           | -           | -           | 17     | 0      |
| 2011-2012       | Real Betis        | PD              | 22         | 0          | CR              | 2               | 0               | -                  | -                  | -                  | -           | -           | -           | 24     | 0      |
| 2012-2013       | Real Betis        | PD              | 27         | 0          | CR              | 2               | 0               | -                  | -                  | -                  | -           | -           | -           | 29     | 0      |
| Totale Betis    | Totale Betis      | Totale Betis    | 66         | 0          |                 | 6               | 0               |                    | -                  | -                  |             | -           | -           | 72     | 0      |
| 2013-2014       | Swansea City      | PL              | 23         | 0          | FACup+CdL       | 2+1             | 0               | UEL                | 9                  | 0                  | -           | -           | -           | 35     | 0      |
| 2014-2015       | Espanyol          | PD              | 29         | 0          | CR              | 5               | 0               | -                  | -                  | -                  | -           | -           | -           | 34     | 0      |
| 2015-2016       | Espanyol          | PD              | 13         | 0          | CR              | 1               | 0               | -                  | -                  | -                  | -           | -           | -           | 14     | 0      |
| Totale Espanyol | Totale Espanyol   | Totale Espanyol | 42         | 0          |                 | 6               | 0               |                    | -                  | -                  |             | -           | -           | 48     | 0      |
| 2016-2017       | PAOK              | SL              | 22+5       | 1          | CG              | 7               | 0               | UCL+UEL            | 0+8                | 0                  | -           | -           | -           | 42     | 1      |
| 2017-2018       | PAOK              | SL              | 15         | 0          | CG              | 4               | 1               | UEL                | 2                  | 0                  | -           | -           | -           | 21     | 1      |
| 2018-2019       | PAOK              | SL              | 14         | 0          | CG              | 3               | 1               | UCL+UEL            | 6+3                | 1+0                | -           | -           | -           | 26     | 2      |
| Totale PAOK     | Totale PAOK       | Totale PAOK     | 51+5       | 1          |                 | 14              | 2               |                    | 19                 | 1                  |             | -           | -           | 89     | 4      |
| 2019-2020       | Stella Rossa      | SL              | 9          | 1          | KS              | 1               | 0               | UCL                | 11                 | 0                  | -           | -           | -           | 21     | 1      |
| 2020-2021       | Atlético Baleares | SDB             | 2+5        | 0          | CR              | 0               | 0               | -                  | -                  | -                  | -           | -           | -           | 7      | 0      |
| 2021-2022       | Iōnikos           | SL              | 25         | 2          | CG              | 1               | 0               | -                  | -                  | -                  | -           | -           | -           | 26     | 2      |
| Totale carriera | Totale carriera   | Totale carriera | 307        | 8          |                 | 31              | 2               |                    | 39                 | 1                  |             | -           | -           | 377    | 11     |

## Palmarès

### Club

#### Competizioni nazionali
- Segunda División: 1

Betis: 2010-2011
- Coppa di Grecia: 3

PAOK: 2016-2017, 2017-2018, 2018-2019
- Campionato greco: 1

PAOK: 2018-2019
- Campionato serbo: 1

Stella Rossa: 2019-2020